# Санта Доменика (Катанцаро)
Санта Доменика је насеље у Италији у округу Катанцаро, региону Калабрија.
Према процени из 2011. у насељу је живело 246 становника. Насеље се налази на надморској висини од 302 м.